# 大分県立看護科学大学
大分県立看護科学大学（おおいたけんりつかんごかがくだいがく、英語: Oita University of Nursing and Health Sciences）は、大分県大分市廻栖野 (めぐすの)2944-9に本部を置く日本の公立大学。1998年創立、1998年大学設置。大学の略称は大分看科大、看科大。
看護系の博士課程がある看護大学として特色を持つ。ソウル大学校看護大学と学術交流を活発に行っている。

## 沿革
- 1998年4月 大分県立看護科学大学として開学。
- 2002年4月 大学院看護学研究科（看護学専攻）開設。
- 2006年4月1日 公立大学法人大分県立看護科学大学による設置運営へ移行。
- 2008年4月 大学院修士課程NP(Nurse Practitioner)養成コースを日本で初めて開設。
- 2008年9月 看護研究交流センターに認定看護師コース（訪問看護）を西日本で初めて開設。
- 2009年4月 大学院に健康科学専攻開設。

### 大分県立厚生学院
- 1903年 大分県立病院に大分県産婆養成所開設。
- 1953年 大分県立厚生学院となる。
- 2001年3月 閉校。

大分県はかつて看護婦、保健婦（いずれも当時の呼称）の養成機関として大分県立厚生学院を設けていた。同学院は本大学の直接の前身ではないが、本大学の開設にともなって募集を停止し、2001年3月に閉校した。大分県立厚生学院の卒業生に関する証明事務は、本大学に引き継がれている。

## 組織構成

### 学部
- 看護学部
  - 看護学科

### 研究科
- 看護学研究科修士課程[1]
  - 看護学専攻
    - 研究者養成
    - 実践者養成
      - NPコース（診療看護師）
      - 助産学コース（助産師）
      - 広域看護学コース（保健師）
      - 看護管理・リカレントコース

  - 健康科学専攻
    - 健康生理学領域
    - 環境健康科学領域
    - 健康運動科学領域
    - 放射線健康科学領域
    - 健康情報科学領域
    - メンタルヘルス学領域
- 看護学研究科博士課程[2]
  - 看護学専攻
    - 看護基礎科学領域
    - 看護専門科学領域

  - 健康科学専攻

### 附属機関

#### 看護研究交流センター
- 地域交流チーム
- 継続教育推進チーム
- 産学官連携推進チーム
- NP事業推進チーム
- 学術ジャーナルチーム
- 健康増進プロジェクトチーム

#### 附属図書館
- 蔵書数 83,632冊（和書 76,433冊 洋書 7,199冊）（2022年度）[3]

## 学園祭
- 若葉祭 - 毎年5月に開催される。

## 大学関係者

### 教職員
- 山下早苗 - 元助教、看護学者（小児看護学）。現・静岡県立大学看護学部教授・大学院看護学研究科教授・看護学部長。

### 卒業生
- 荒井孝子 - 看護学者（基礎看護学）、静岡県立大学看護学部教授・大学院看護学研究科教授。

## 対外関係

### 大学間協定
- アメリカ合衆国 ケースウェスタンリザーブ大学（学術交流協定 1998年7月）[4]
- アメリカ合衆国 ペース大学（学術交流協定 1998年9月）[4]
- 韓国 ソウル大学校看護大学（学術交流協定 1999年9月）[4]